# William Quarter
William J. Quarter, né le 21 janvier 1806 à Killurin (en) (comté d'Offaly, Irlande) et mort le 10 avril 1848 à Chicago (États-Unis), est un prélat catholique irlando-américain. Il est le premier évêque de Chicago de 1844 à 1848.

## Biographie

### Jeunesse et sacerdoce
William J. Quarter naît en 1806 dans le village de Killurin (en), dans le comté d'Offaly situé dans le centre de l'île d'Irlande, alors rattachée au Royaume-Uni. Il est le troisième des quatre fils de Michael Quarter et de son épouse Ann née Bennet. Deux de ses frères, Walter et James, rejoignent également le sacerdoce, mais le dernier meurt avant son ordination. William étudie les lettres classiques dans des écoles privées à Tullamore de 1814 à 1822.
Alors qu'il se prépare à intégrer St Patrick's College de Maynooth, Quarter reçoit la visite d'un prêtre parti en mission aux États-Unis, qui lui relate la situation difficile des catholiques américains, qui manquent alors de prêtres, de lieux de culte et de sacrements. Ému par son récit, le jeune Quarter décide de se consacrer aux missions en Amérique. Avec l'autorisation de l'évêque James Warren Doyle (en), il quitte l'Irlande en avril 1822 et débarque à Québec, au Canada. À son arrivée, il se voit refusé l'entrée aux séminaires de l'archidiocèse de Québec et du diocèse de Montréal en raison de son jeune âge. Il poursuit néanmoins sa route vers le sud et est accepté à l'université Mount St. Mary's d'Emmitsburg, dans le Maryland,. Durant ses études à Mount St. Mary's, il devient professeur de grec et de latin, ainsi que sacristain en 1823,. Il achève ses études de théologie en 1829 et se rend à New York, où il est ordonné prêtre par Jean Dubois le 19 septembre de la même année.
Quarter devient alors curé de la paroisse Saint-Pierre de Manhattan (en). Durant l'épidémie de choléra de 1832, il officie auprès des malades et des mourants et confie les nouveaux orphelins aux Sœurs de la Charité. En 1833, il est nommé prêtre de Sainte-Marie de Grand Street (en) dans le Lower East Side, où il fonde une école paroissiale. En 1840, il reçoit le pasteur luthérien Maximilian Oertel (en) au sein de l'Église catholique.

### Épiscopat
Le 28 novembre 1843, le pape Grégoire XIV nomme Quarter premier évêque du diocèse de Chicago nouvellement érigé. Quarter est consacré le 10 mars 1844 en la cathédrale Sainte-Patrick de New York par l'évêque John Hughes (en) en présence des évêques consécrateurs Benedict J. Fenwick et Richard V. Whelan (en). Il est installé à l'évêché de Chicago le 5 mai suivant accompagné de son frère Walter, qui deviendra plus tard vicaire général.
Durant son épiscopat, Quarter fait achever la cathédrale Sainte-Marie en 1845 et rembourse la dette diocésaine de 5 000 $ (
soit 137 200 $ en 2025) avec ses ressources personnelles et l'aide de membres de sa famille. Il est considéré comme le fondateur de l'enseignement catholique à Chicago : il fonde notamment l'université Sainte-Marie-du-Lac (en) et l'université Saint-Xavier (en), ainsi que la première école paroissiale de la ville. Il introduit également la congrégation des sœurs de la Miséricorde dans la ville en faisant venir des sœurs de Pittsburgh (Pennsylvanie), dont particulièrement Mary Frances Xavier Warde (en). En outre, il convoque le premier synode diocésain et est le premier évêque américain à créer des conférences théologiques,. Par ailleurs, c'est en raison de ses efforts que l'Assemblée générale de l'Illinois adopte en 1845 une loi accordant à l'évêque de Chicago le statut juridique de personne morale individuelle lui permettant de « détenir des biens immobiliers et d'autres biens en fiducie pour l'usage religieux ». Au cours de son épiscopat d'une durée de quatre ans, il fonde 30 églises et ordonne 29 prêtres.
Quarter meurt à l'âge de 42 ans le 10 avril 1848 à Chicago. Il est inhumé au Mausolée des évêques au cimetière du Mont-Carmel (en) de Hillside, en banlieue de Chicago.